# Bad Krozingen
Bad Krozingen é uma cidade da  Alemanha, no distrito da Brisgóvia-Alta Floresta Negra, na região administrativa de Friburgo, estado de Baden-Württemberg.